# کوشوم
کوشوم (به قزاقی: Kushum) یک رود در قزاقستان است که در استان قزاقستان غربی واقع شده‌است.